# 850
| 850                |
| ------------------ |
| Dødsfald - Fødsler |
|                    |

| Gregoriansk kalender | 850 DCCCL               |
| Ab urbe condita      | 1603                    |
| Armensk kalender     | 299 ԹՎ ՄՂԹ              |
| Kinesiske kalender   | 3546 – 3547 己巳 – 庚午 |
| Etiopisk kalender    | 842 – 843               |
| Jødisk kalender      | 4610 – 4611             |
| Hindukalendere       |                         |
| - Vikram Samvat      | 905 – 906               |
| - Shaka Samvat       | 772 – 773               |
| - Kali Yuga          | 3951 – 3952             |
| Iransk kalender      | 228 – 229               |
| Islamisk kalender    | 235 – 236               |

Se også 850 (tal)